# Les Experts : Las Vegas - Crimes en série
Les Experts : Las Vegas - Crimes en série (CSI: 3 Dimensions of Murder) est un jeu vidéo d'aventure développé par Telltale Games et édité par Ubisoft, sorti en 2006 sur Windows et PlayStation 2.

## Accueil
- Adventure Gamers : 4/5[1]
- Jeuxvideo.com : 12/20[2]